# High Frequency Active Auroral Research Program
HAARP (High-Frequency Active Auroral Research Program) fou un programa de recerca finançat conjuntament per les Forces Aèries dels Estats Units, la Marina estatunidenca i l'Agència d'Investigacions de Projectes Avançats de Defensa (DARPA). El projecte va començar a funcionar a partir de l'any 1993, i cap al 2007 es va acabar la construcció de l'IRI (Instrument de Recerca en la Ionosfera), però al llarg de 2008 ja havia acumulat unes pèrdues totals de 250 milions de dòlars. Aquesta situació va forçar-ne el tancament temporal l'any 2013, a l'espera d'aconseguir nous inversors per al projecte, però al final de 2014 el projecte es va tancar de forma definitiva i les instal·lacions es van traspassar a l'Institut de Geofísica de la Universitat d'Alaska a Fairbanks.
El senyal de l'HAARP té una freqüència de 3.39 MHz i és registrat a San Jose, California i a Gakona, Alaska central. Amb la distància, el senyal només pot ser rebut durant la nit després de saltar dues F-capes de la ionosfera. L'alta privacitat de la qual disposa en ser un projecte de govern incita a pensar en els veritables motius i utilitats de l'HAARP encara que la gran majoria de teories són simples especulacions.

## Potencial com a arma
El programa HAARP va ser objecte de controvèrsia a mitjan anys 1990, a causa de la suposició que les antenes de l'Estació podien usar-se com a armament. L'agost del 2002, la tecnologia HAARP va tenir una menció com a tema crític en la Duma (parlament) de Rússia. La Duma va elaborar un comunicat de premsa sobre el programa HAARP, escrit pels comitès de defensa i afers internacionals, signat per noranta representants i presentat al llavors president Vladímir Putin. El comunicat de premsa indicava el següent:
| « | Els Estats Units estan creant noves armes integrals de caràcter geofísic que poden influir en la troposfera amb ones de ràdio de baixa freqüència ... La importància d'aquest salt qualitatiu és comparable a la transició de les armes blanques a les armes de foc, o de les armes convencionals a les armes nuclears. Aquest nou tipus d'armes difereix de les de qualsevol altre tipus conegut en el fet que la troposfera i els seus components es converteixen en objectes sobre els quals es pot influir. | » |

El Parlament Europeu, per la seva banda, va aprovar una resolució el gener de 1999 sobre medi ambient, seguretat i política exterior. Hi assenyalava que les activitats realitzades pel projecte HAARP, a causa dels seus potencials efectes a escala mundial, siguin objecte d'una avaluació per part del comitè Science and Technology Options Assessment (STOA) amb relació a les seves repercussions sobre el medi ambient local i mundial i sobre la salut pública en general. En aquesta mateixa resolució es demanava que se celebrés una convenció internacional per a la prohibició mundial de qualsevol tipus de desenvolupament i desplegament d'armes que puguin permetre qualsevol forma de manipulació d'éssers humans.

## Teories
Aquest projecte ha estat tema de crítica i de nombroses teories de conspiració, i se l'ha acusat d'ocultar el seu veritable propòsit. L'informàtic escèptic David Naiditch diu, d'aquest projecte, que és «un imant de teories», ja que ha estat culpat d'accionar catàstrofes com ara inundacions, sequeres, huracans, tempestes, i terratrèmols devastadors a l'Afganistan i les Filipines, dirigits a l'extermini de terroristes. Naiditch diu que també han acusat el projecte de diversos esdeveniments com ara fallades elèctriques importants, i la síndrome del Golf. Els teòrics de la conspiració també han suggerit vincles entre el HAARP i el treball de Nikola Tesla. Segons Naiditch, HAARP és un blanc atractiu per als teòric de la conspiració perquè «la seva finalitat sembla enigmàtica per als científics desinformats».
L'agost de 2010, diversos físics russos van acusar els EUA d'estar al darrere de la intensa onada de calor a Rússia, que va originar nombrosos incendis i duplicar la mortalitat. Afirmaven que el projecte HAARP no és només un mitjà de recerca, sinó una potent arma que modifica el camp elèctric i provoca canvis climàtics a escala mundial.